# شروود براون
شروود براون (انگلیسی: Sherwood Brown؛ زادهٔ ۲ اوت ۱۹۹۱) بازیکن بسکتبال اهل ایالات متحده آمریکا است.
از باشگاه‌هایی که در آن بازی کرده‌است می‌توان به مین رد کلاوز اشاره کرد.